# Annalisa
Annalisa Scarrone (Savona, Itália, 5 de agosto de 1985), conhecida simplesmente como Annalisa, é uma cantora e compositora italiana.
Após algumas experiências no âmbito musical com duas bandas, deu-se a conhecer como cantora solo em 2011, ao participar na décima edição do programa de talentos Amici di Maria De Filippi (em português Amigos de Maria De Filippi), onde conquistou o segundo lugar na categoria canto e ganhou o "Prémio da Crítica".
Posteriormente, tornou-se uma participante recorrente do Festival da Canção de Sanremo. Estreou-se em 2013 com a canção "Scintille", alcançando o 9.º lugar. Em 2015, voltou a participar com a canção "Una finestra tra le stelle", e em 2016 competiu com "Il diluvio universale", terminando em 11.º lugar.
Em 2018, conquistou o 3.º lugar com "Il mondo prima di te", o mesmo resultado que obteve em 2024 com a canção "Sinceramente".
Gravou 8 álbuns de estúdio, tendo recebido 43 Discos de Platina e 14 de Ouro, vendendo cerca de 4.000.000 de cópias.

## Discografia

### Álbuns de estudo
- Nali (2011)
- Mentre tutto muda (2012)
- Non so ballare (2013)
- Splende (2015)
- Se avessi um cuore (2016)
- Bye Bye (2018)
- Nuda (2020)
- E poi siamo finiti nel vortice (2023)

### Singles
- 2011 – Diamante lei e luce lui – ITA No. 9 (Ouro + 15.000 em 2012; total em 2015 + 25.000)
- 2011 – Giorno per giorno
- 2012 – Senza riserva – ITA No. 8 (Ouro + 15.000 em 2012 e platina +30.000 em 2014)
- 2012 – Tra due minuti è primavera
- 2012 – Per una notte o per sempre (não foi gravado videoclipe)
- 2013 – Pirati
- 2013 – Scintille – ITA No. 14[2]
- 2013 – Alice e il blu
- 2013 – A modo mio amo
- 2014 – Tutto sommato (apenas Países Baixos; não foi gravado videoclipe)
- 2014 – Sento solo il presente - ITA No. 7 (Ouro + 25.000 em novembro de 2014)[3]
- 2014 – L'ultimo addio (Ouro + 25.000)
- 2014 – Dimenticare (mai) por Raige feat. Annalisa (apenas single) (Ouro + 25.000)[4]
- 2015 – Una finestra tra le stelle ITA No. 5[5] (Ouro + 25.000 março de 2015 e platina + 50.000 maio de 2015)
- 2015 – Vincerò (Ouro + 25.000 setembro de 2015)
- 2015 – Splende (Ouro + 25.000)
- 2016 – Il Diluvio Universale
- 2016 – Se Avessi Un Cuore
- 2016 – Used To You/Potrei abituarmi (Três versões e uma com Dua Lipa)
- 2017 – Stella cadente por Rocco Hunt feat. Annalisa (Ouro + 25.000)[4]
- 2017 – Tutto per una ragione por Benji & Fede feat. Annalisa (Platina Duplo + 150.000)[4]
- 2017 – Direzione la vita (Ouro + 25.000)[4]
- 2018 – Il mondo prima di te (Ouro + 25.000)[6]
- 2018 – Bye bye
- 2018 – Un Domani
- 2019 – Avocado Toast
- 2019 – Vento sulla Luna
- 2020 – Houseparty
- 2020 – Tsunami
- 2021 – Dieci
- 2021 – Movimento Lento
- 2022 – Bellissima
- 2023 – Mon Amour
- 2023 – Disco Paradise (feat. Articolo 31 e Fedez)
- 2023 – Ragazza Sola
- 2023 – Euforia
- 2023 – Christmas (Baby Please Come Home)
- 2024 – Sinceramente

## Participações noFestival da Canção de Sanremo
| Ano  | Categoria | Canção                     | Cover / artista convidado                                    | Posição |
| ---- | --------- | -------------------------- | ------------------------------------------------------------ | ------- |
| 2013 | Campioni  | Scintille                  | Per Elisa / Emma Marrone                                     | 9.º     |
| 2015 | Campioni  | Una finestra tra le stelle | Ti sento                                                     | 4.º     |
| 2016 | Campioni  | Il diluvio universale      | America                                                      | 11.º    |
| 2018 | Campioni  | Il mondo prima di te       | Michele Bravi                                                | 3.º     |
| 2021 | Campioni  | Dieci                      | La musica è finita / Federico Poggipollini                   | 7.º     |
| 2024 | Campioni  | Sinceramente               | Sweet Dreams (Are Made of This) / La rappresentante di lista | 3.°     |